# Samsung S8300
Samsung S8300 (poznat kao Ultra Touch ili Tocco Ultra) visokokvalitetni je mobitel tvrtke Samsung Electronics, pušten u prodaju u ožujku 2009. Poznat je po AMOLED “zaslonu na dodir” i 3x4 tipkovnici “po želji”. Mobitel ima velik niz mogućnosti, od kojih se izdvaja 8.0 megapikselna kamera s video snimanjem.

## Podatci
S8300 je jedan od prvih touchscreen mobitela koji također ima klizanje vanjske strane tipkovnice. To korisnicima omogućava upravljanje telefonom koristeći touchscreen za navigaciju, kao i korištenje "staromodne" tipkovnice ako neki softver ne podržava touchscreen. Također, klizna tipkovnica znači da onscreen tipkovnica ne smeta prilikom unosa teksta ili drugih informacija u telefon.
Mobitel dolazi u više kombinacija boja: izvana je uvijek siv, dok rubovi, tipkovnica i stražnji dio oko kamere mogu biti plavi, crveni ili narančasti.
Glavnim se nedostatkom smatra izostanak Wi-Fi pristupa internetu.

## Vanjske poveznice
- Službena stranica  Arhivirana inačica izvorne stranice od 11. veljače 2010. (Wayback Machine) (engl.)
- Detalji  Arhivirana inačica izvorne stranice od 16. svibnja 2009. (Wayback Machine) (engl.)
- Podatci (engl.)